# Fejø
Fejø est une île du Danemark situé au nord de l'île de Lolland.